# Alfred Seifert
Pour les articles homonymes, voir Seifert.
Alfred Seifert (6 septembre 1850 Praskolesy, Royaume de Bohême – 6 février 1901, Munich, Royaume de Bavière). Seifert est un peintre germano-bohémien, célèbre pour ses portraits féminins.

## Biographie
Il est né en Praskolesy (dans l'actuelle République tchèque), mais après quelques mois, sa famille déménage à proximité de Hořovice. Enfant, il est tombé gravement malade, ne pouvait pas marcher pendant quatre ans et a passé deux ans dans une institution de rééducation orthopédique. Au lieu de jouer, il a commencé à dessiner et son talent artistique a bientôt commencé à émerger. Ses premiers enseignants sont Karel Würbs, inspecteur de Galerie du Château de Prague, et Alois Kirnig, un peintre de paysage. Après deux années d'études dans une école secondaire de Malá Strana (quartier du centre de Prague), il est admis à l'Académie des beaux-arts de Munich en 1869. En 1876, il ouvre son propre atelier.
Seifert se focalise sur les portraits de femmes, notamment sur les têtes de filles avec une ambiance sentimentale, style qui est devenu connu comme le "type Seifert". Les critiques apprécient une composition bien pensée des peintures, l'attention au détail, ainsi que les couleurs harmoniques et une atmosphère agréable.
Seifert a passé la plupart de sa vie en Allemagne. Dans sa Bohême natale, il est personnellement presque inconnu, bien qu'ayant eu des expositions à Prague et des reproductions en noir et blanc de ses œuvres régulièrement parues dans le magazine Světozor (en). Certains tchèques ont critiqué son manque de patriotisme, en soulignant sa préférence pour des sujets de l'étranger au détriment de sujets plus locaux. Son approche, cependant, a été expliquée par la réalité financière : pour gagner sa vie, il a dû créer des tableaux que son public de Munich était prêt à acheter. En Bohême, ses œuvres ne se vendent pas bien, même s'il s'en accommodait. Par exemple, la peinture d'histoire Jan Augusta (en) accueille Philippine Welser a attendu longtemps d'avoir un acheteur. Il a offert sa peinture Ave Maria, représentant une jeune fille en prière à la Vierge Marie, à une église d'Hořovice.

## Galerie

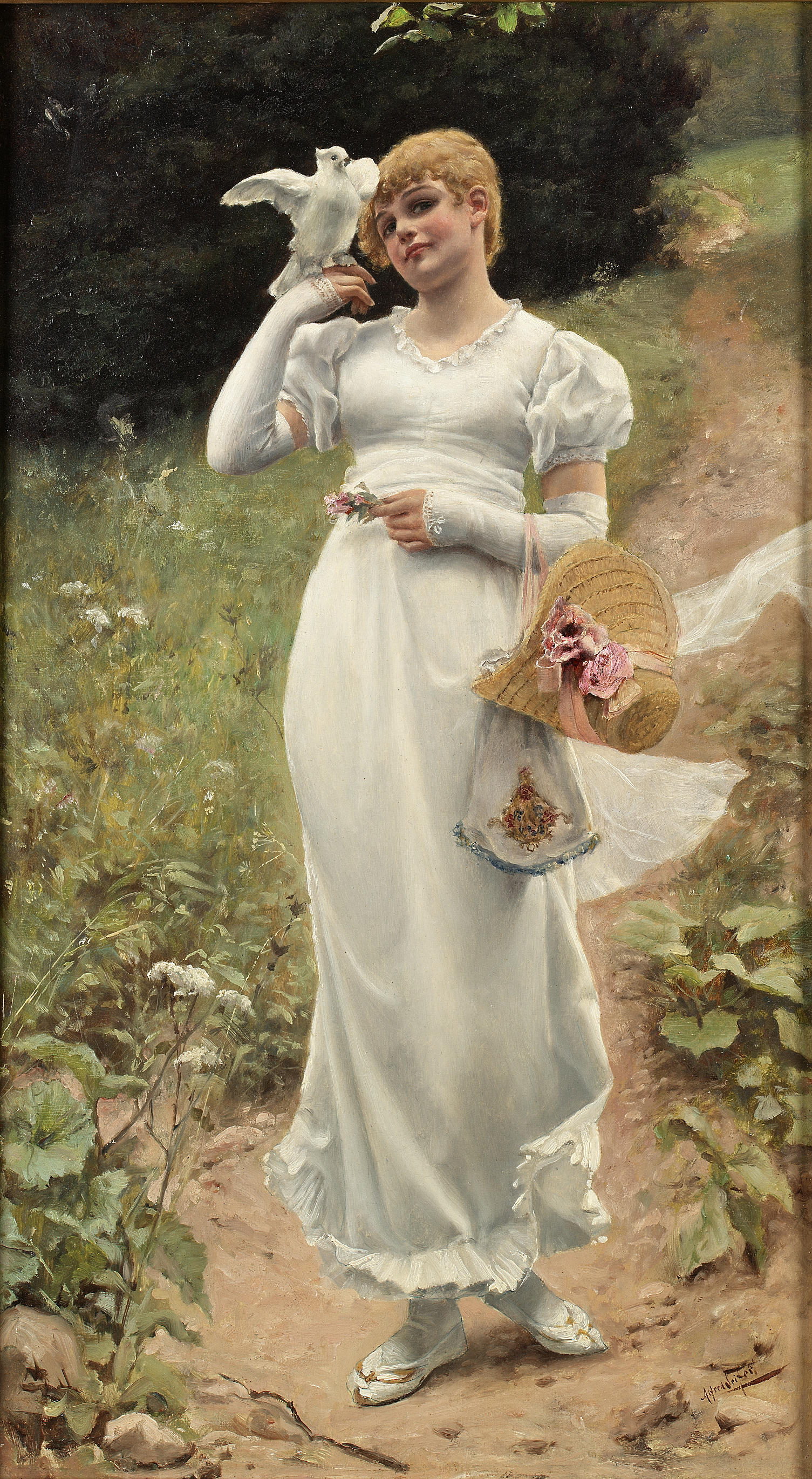
L'Innocence, en 1888
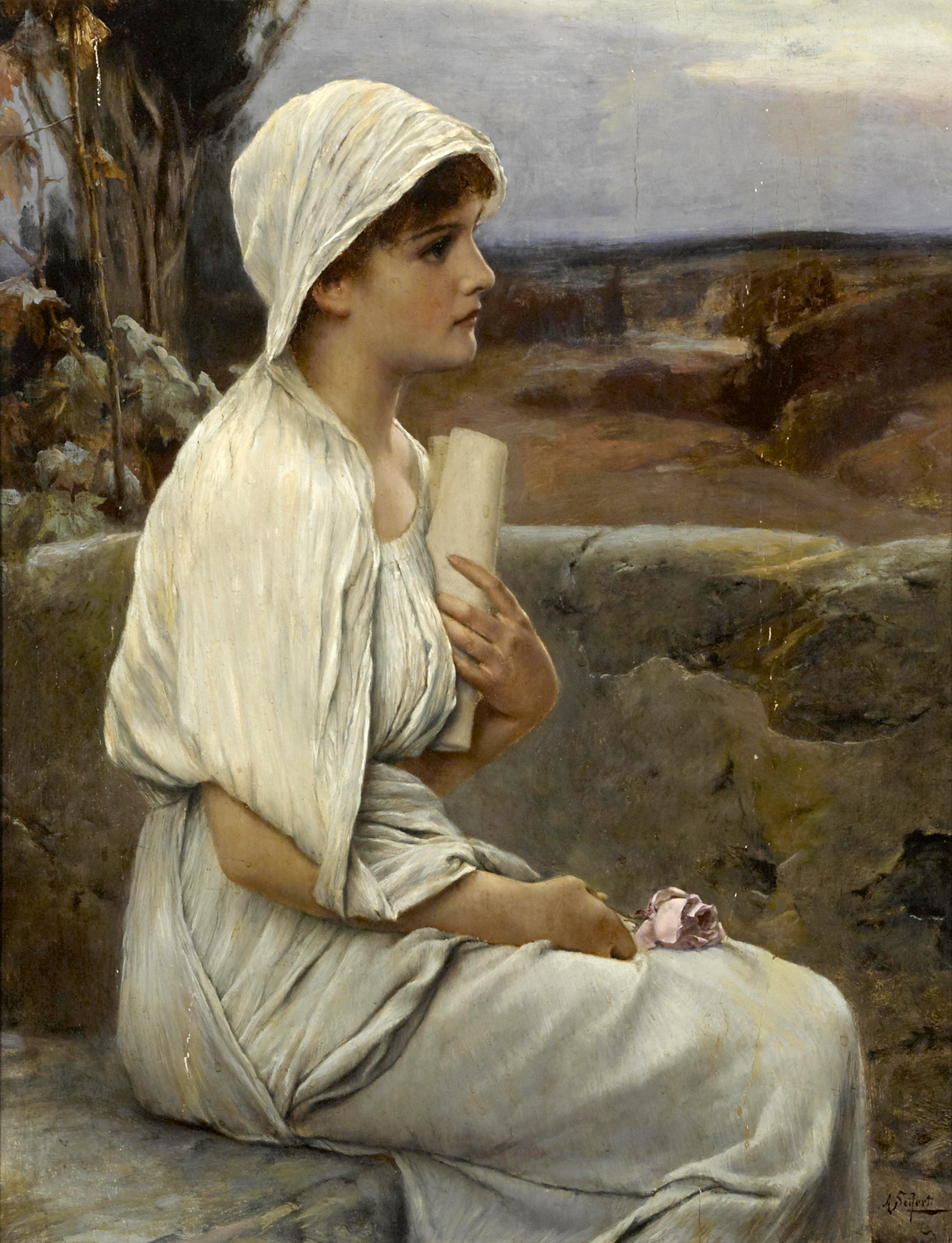
Hypatia, en 1901
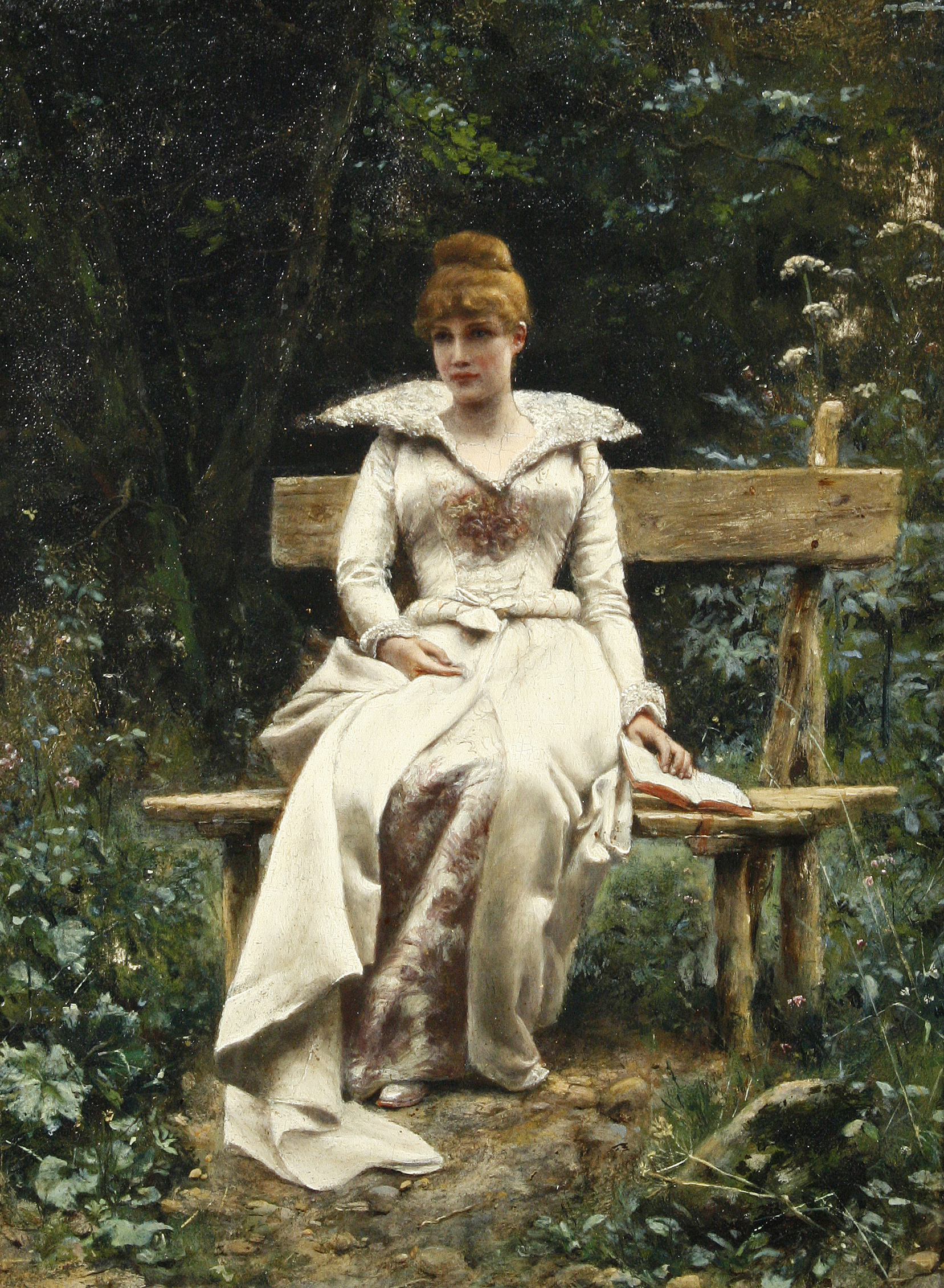
La rêverie, en 1901

Ses autres célèbres travaux comprennent: 
- Ophélie
- Titania
- Walk out of the gate
- Le printemps de l'amour
- Histoires de fantômes